# Cantó de Thénezay
El cantó de Thénezay és un cantó francès del departament de Deux-Sèvres, situat al districte de Parthenay. Té 9 municipis i el cap és Thénezay.

## Municipis
- Aubigny
- Doux
- La Ferrière-en-Parthenay
- La Peyratte
- Lhoumois
- Oroux
- Pressigny
- Saurais
- Thénezay

## Història
| Data d'elecció                           | Identitat                 | Partit        | Qualitat |
| ---------------------------------------- | ------------------------- | ------------- | -------- |
| 1945-1971                                | Hervé de Talhouet-Roy     | Divers droite |          |
| 1971-1992                                | Aymardine de Talhouet-Roy | Divers droite |          |
| 1992-                                    | Hervé de Talhouet-Roy     | Divers droite |          |
| les dades anteriors no són pas conegudes |                           |               |          |
|                                          |                           |               |          |

## Demografia
| A partir de 1990: Població sense dobles comptes |